# Американское химическое общество
Американское химическое общество (American Chemical Society) — научная организация США, объединяющая исследователей, работающих в области химии. Основана в 1876 году в Университете Нью-Йорка. На сегодняшний день ACS насчитывает более 160 000 членов.
ACS проводит общенациональные собрания членов дважды в год. На собраниях рассматриваются актуальные вопросы из всех областей химии. Также ежегодно проводятся десятки конференций меньшего масштаба, посвящённых отдельным областям химии. Американским химическим обществом выпускается несколько научных журналов. Основным является Journal of the American Chemical Society. Chemical & Engineering News — еженедельный журнал, публикуемый ACS и рассылаемый всем участникам. Сообщество ACS разделяется на 189 географически отделений.

## История
Американское химическое общество было организовано 35 химиками 6 апреля 1876 в Университете Нью-Йорка. Несмотря на то, что в то время уже существовало Американское научное общество (Американская Ассоциация содействия развитию науки), интенсивное развитие химии в те годы стимулировало создание научного общества, специализирующегося на развитии разных аспектов теоретической и прикладной химии.

## Образовательная деятельность
Американское химическое общество поддерживает Национальную химическую олимпиаду США (USNCO), а также принимает участие в отборе участников, которые будут представлять страну на Международной химической олимпиаде (IChO). Отдел химического образования ACS разрабатывает стандартные тесты по химии для образовательных учреждений. Двумя наиболее распространенными являются тесты для студентов-магистров по общей и органической химии. Каждый из этих тестов состоит из 70 вопросов и должен быть пройден студентом за 120 минут.
Также ACS координирует прохождение магистратуры некоторыми студентами. 

## Научные журналы Американского химического общества
- Accounts of Chemical Research
- ACS Applied Materials & Interfaces
- ACS Chemical Biology
- ACS Nano
- Analytical Chemistry
- Biochemistry
- Bioconjugate Chemistry
- Biomacromolecules
- Chemical & Engineering News
- Chemical Research in Toxicology
- Chemical Reviews
- Chemistry of Materials
- Crystal Growth & Design
- Energy & Fuels
- Environmental Science & Technology
- Industrial & Engineering Chemistry Research
- Inorganic Chemistry
- Journal of Agricultural and Food Chemistry
- Journal of the American Chemical Society
- Journal of Chemical & Engineering Data
- Journal of Chemical Education
- Journal of Chemical Information and Modeling
- Journal of Chemical Theory and Computation
- Journal of Combinatorial Chemistry
- Journal of Medicinal Chemistry
- Journal of Natural Products
- Journal of Organic Chemistry
- Journal of Physical Chemistry A
- Journal of Physical Chemistry B
- Journal of Physical Chemistry C
- Journal of Proteome Research
- Ленгмюр[англ.]
- Macromolecules Journal
- Molecular Pharmaceutics
- Nano Letters
- Organic Letters
- Organic Process Research & Development
- Organometallics

## Награды ACS
- Медаль Пристли
- Премия имени Артура Коупа
- Премия Петера Дебая[англ.]
- Премия Ирвинга Ленгмюра[англ.]
- Премия Гленна Сиборга в области ядерной химии[нем.]
- Премия ACS в области чистой химии[англ.]
- Премия ACS за креативную работу по синтетической органической химии[нем.]
- Премия Наканиси[англ.]
- Премия Джорджа Пайментела[англ.]
- Медаль Гарвана−Олина[англ.]
- Премия ACS в области неорганической химии[нем.]
- Премия Джеймса Грейди−Джеймса Стака за интерпретацию химии для общества
- Премия ACS для поощрения карьеры женщин в области химических наук[англ.]
- Премия ACS для поощрения карьеры неимущих студентов в области химических наук[англ.]
- Ernest Guenther Award[англ.]
- E. V. Murphree Award in Industrial and Engineering Chemistry[англ.]
- E. Bright Wilson Award in Spectroscopy[англ.]
- Eli Lilly Award in Biological Chemistry[англ.]
- Pfizer Award in Enzyme Chemistry[англ.]

### Награды подразделений ACS
- Медаль Николса[англ.]  (Нью-Йоркское подразделение ACS)
- Премия Уилларда Гиббса  (Чикагское подразделение ACS)
- Herty Medal[англ.]  (Подразделение Джорджии ACS)